# 화학적 특이성
화학적 특이성(化學的特異性, 영어: chemical specificity)은 특정 리간드에 결합하는 단백질의 결합 부위의 능력이다. 단백질이 결합할 수 있는 리간드가 적을수록 특이성이 높아진다.
특이성은 주어진 단백질과 리간드 사이의 결합 강도를 나타낸다. 이러한 관계는 단백질-리간드 시스템에 대한 결합 상태와 결합하지 않은 상태의 균형을 특징짓는 해리 상수로 설명할 수 있다. 단일 효소와 한 쌍의 결합 분자와 관련하여 두 리간드는 해리 상수를 기준으로 (효소의 경우) 더 강하거나 더 약한 리간드로 비교할 수 있다. 더 낮은 해리 상수 값이 더 강한 결합을 의미한다.

## 같이 보기
- 효소 다중기능성
- 기질